# Lament (album Ultravox)
Lament è il settimo album del gruppo inglese Ultravox, pubblicato nel 1984. Contiene tra gli altri la canzone Dancing with Tears in My Eyes.

## Tracce
Testi di Midge Ure, eccetto dove diversamente indicato.
1. White China – 3.52 (musica: Cross, Ure, Cann, Currie)
2. One Small Day – 4.33 (musica: Ure, Cross, Currie, Cann)
3. Dancing with Tears in My Eyes – 4.40 (musica: Currie, Cann)
4. Lament – 4.42 (musica: Cann, Currie - testo: Ure, Cross)
5. Man of Two Worlds – 4.28 (musica: Cann, Ure, Cross - testo: Ure, Cross)
6. Heart of the Country – 5.07 (musica: Cann, Currie)
7. When the Time Comes – 4.58 (musica: Currie, Cann, Cross)
8. A Friend I Call Desire – 5.13 (musica: Ure, Currie, Cross)
9. Easterly – (Cann)
10. Building – (musica: Currie)

## Formazione
- Midge Ure: voce, chitarra
- Chris Cross: basso, cori
- Warren Cann: batteria, sintetizzatore, percussioni, programmazione, cori
- Billy Currie: violino, tastiere, sintetizzatore, piano